# Edwin von Manteuffel
Pour les articles homonymes, voir Manteuffel.
Le comte Hans Edwin von Manteuffel, né à Dresde le 24 février 1809 et mort à Carlsbad, le 17 juin 1885, est un militaire prussien qui fut aide de camp du prince Albert de Prusse, puis de Frédéric-Guillaume IV et gouverneur d'Alsace-Lorraine.

## Biographie

### Origine
Il est le fils du conseiller privé Hans Carl Erdmann von Manteuffel (de) et de son épouse Isabella Johanna Wilhelmine, née comtesse zu Lynar, veuve comtesse von Wartensleben (1781-1849).

### Carrière militaire
Il effectue ses études secondaires au lycée Notre-Dame de Magdebourg puis s'engage le 1er mai 1827 dans les dragons de la Garde à Berlin. Le 15 mai 1828, il est promu lieutenant en second. De 1833 à 1836, il suit les cours de l’Académie de guerre de Berlin, tout en obtenant la permission d'effectuer un double cursus à l'université de Berlin. Là, il suit les cours d'histoire de Leopold von Ranke. Le 14 mai 1839, il est nommé aide de camp du Gouverneur militaire de Berlin, le général von Müffling. Son avancement piétine car cette période de paix, pour la Prusse, n'offre aux officiers que peu de commissions. Il accède finalement au grade lieutenant en premier le 11 janvier 1842.
Après diverses missions auprès du Tsar, il est nommé aide de camp du Roi avec grade de commandant en octobre 1848, puis reçoit son premier commandement le 1er octobre 1853 à la tête du 5e régiment de uhlans. En décembre 1856, il est placé à la tête de la 3e brigade de cavalerie. Quelques mois, plus tard, alors que son cousin Otto Theodor von Manteuffel est ministre-président de Prusse, Edwin von Manteuffel est nommé chef du personnel au Ministère de la guerre, un poste de même rang que celui de chef du Cabinet militaire. Il assure ainsi la nomination de von Roon à la commission de réorganisation de l'armée, puis celle d’
Helmuth von Moltke comme chef de l'Etat-major.

#### Conflits et guerres
Appelé à l'État-major, le baron Edwin von Manteuffel réorganise l'armée prussienne et participe à la guerre prusso-danoise de 1864, puis à la guerre austro-prussienne de 1866. 
Pendant la guerre franco-allemande de 1870, le lundi 5 décembre 1870, il fit son entrée à Rouen.
Il commande l'armée du Sud prusso-badoise dans le centre-est de la France et vainc l'armée de l'Est du général Bourbaki en l'acculant à la frontière suisse, en janvier 1871. 
Après le traité de Francfort, Edwin von Manteuffel est nommé Oberbefehlshaber de l'armée d'occupation en France, où il travaille en étroite collaboration avec Saint-Vallier. Promu au grade de Generalfeldmarschall le 19 septembre 1873, Manteuffel quitte la France.
Terre d'empire d'Alsace-Lorraine
Jouissant de l'estime de l'empereur Guillaume Ier, il est pressenti pour succéder à Bismarck. Avec habilité, ce dernier écarte Manteuffel en lui proposant un nouveau poste dans l'Empire. En 1879, Bismarck place ainsi Edwin von Manteuffel à la tête de l'Alsace-Lorraine, ou Reichsland Elsaß-Lothringen. Alors que son prédécesseur, le haut président Eduard von Möller disposait de pouvoirs civils limités, Manteuffel devient Reichsstatthalter (gouverneur) du nouveau territoire d'Empire, avec des pouvoirs civils et militaires plus étendus.
Sans abandonner l'ambition d'intégrer culturellement l'ensemble de la population annexée (qu'elle soit de tradition germanophone ou francophone), Manteuffel, avec l'appui du conseiller aux cultes Friedrich Althoff, met toutefois en œuvre une politique habile et pleine de tact, en rupture avec la radicalité de ses prédécesseurs.
« Je ressens avec vous combien il doit vous être pénible d’être séparés de la France, si distinguée par son génie et sa vie intérieure ; mais maintenant vous appartenez à l’Allemagne ; attachez-vous à elle franchement et loyalement, sans arrière-pensée. [...] Je serai impuissant si les Alsaciens-Lorrains ne font pas preuve de ce patriotisme. [...] Je réitère mon vœu de voir s’établir entre nous une confiance réciproque pour que nous travaillions de concert au bien-être du pays. »
Cette stratégie de séduction politique s'incarne notamment dans l'attention inédite portée par Edwin Manteuffel à la santé des enfants à l'école. À l'initiative de plusieurs campagnes médicales, il participe à la promotion des exercices corporels et de la gymnastique dans les écoles annexées.
Le nouveau Statthalter se heurte bientôt à la résistance d'une partie des élites, particulièrement en Alsace. Prenant parti pour le clergé catholique en plein Kulturkampf, il s'aliène naturellement les protestants et les libéraux alsaciens. Conscient de ce contexte politique difficile, Bismarck décide pourtant de le laisser en place. En 1885, fatigué et usé par ses responsabilités, Edwin von Manteuffel se retire à Karlsbad, où il décède le 17 juin 1885. Il est enterré au cimetière principal de Francfort.
Sa politique qui consistait à s'appuyer sur les notables, auxquels il donnait systématiquement raison, avait donné à la population l'habitude de s'adresser à eux pour la moindre requête, faussant ainsi le mécanisme administratif du pays et mécontentant les fonctionnaires allemands. Ami de l'empereur, il put rester en fonctions jusqu'au bout mais, à sa mort, tout le travail était à reprendre.
Clovis de Hohenlohe-Schillingsfürst lui succède en 1885.
La Manteuffel Kaserne à Strasbourg fut nommée en son honneur. Elle est renommée quartier Stirn lors du retour à la France.

## Famille
Manteuffel épouse Hertha von Witzleben (de) (1815-1879) à Berlin le 16 janvier 1845. Elle est la fille du futur lieutenant général et ministre de la guerre prussien Job von Witzleben (1783-1837). Quatre enfants sont nés de ce mariage :
- Emilie Auguste Herta Isabella (1844-1918), dame d'abbaye d'Heiligengrabe.
- Hans Karl (1846-1881), capitaine prussien
- Ernst August Edwin (1848-1895), major prussien et fonctionnaire en Afrique orientale allemande.
- Hans Karl (1852-1911), capitaine de cavalerie prussien